# Megalania
Megalania (Megalania prisca hay Varanus priscus) là một loài kỳ đà lớn tuyệt chủng. Chúng là một phần của các động vật lớn sống ở miền nam Úc vào thế Pleistocene. Chúng biến mất vào khoảng 40,000 đến 30,000 năm trước. Các thổ dân đầu tiên đến Úc có thể đã chạm trán với Megalania.

## Kích thước

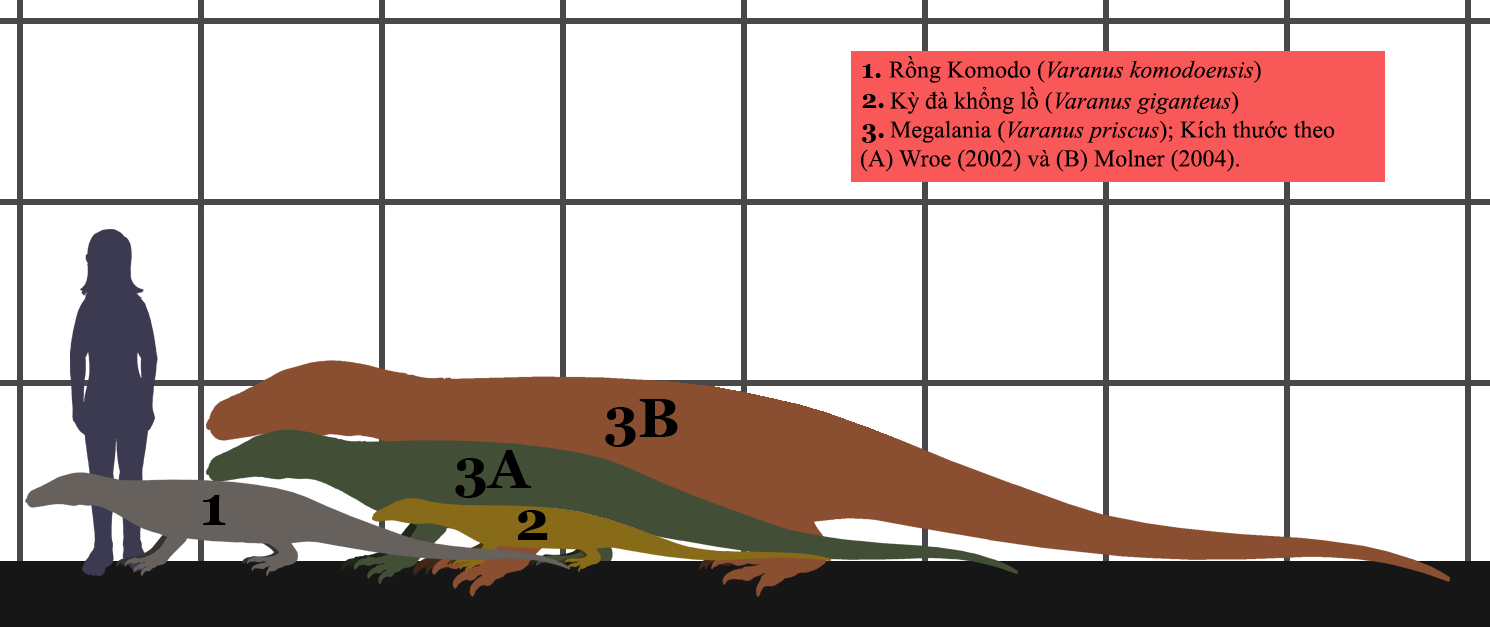
2 kích thược được ước tính của megalania so sánh với kỳ đà hiện đại và con người.

Việc thiếu gần như toàn bộ bộ xương hóa thạch kiến khóa ước tính kích thước chính xác megalania. Các ước lượng đầu tiên cho rằng chúng dài 7 m (23 ft), với căn nặng tối đa khoảng 600–620 kg (1.320–1.370 lb). Tuy nhiên, nhiều kết quả mới hơn cho kết quả rất khác nhau.
Năm 2002, Stephen Wroe cho rằng chúng có chiều dài tối đa 4,5 m (15 ft) và khối lượng 331 kg (730 lb), trong khi chiều dài trung bình khoảng 3,5 m (11 ft), với cơ thể nặng 97–158 kg (214–348 lb). Wroe quả quyết rằng  các ước tính mà chiều dài bằng hay hơn 6 m (20 ft) và cân nặng nhiều tấn bị thổi phồng do sai lầm. Một nghiên cứu phát hành năm 2009 dựa trên ước tính của Wroe và phân tích 18 loài thằn lằn họ hàng ước tính tốc độ chạy nước rút là khoảng 2,6–3 m/s (5,8–6,7 mph). Kích thước này được so sanh với loài cá sấu mũi dài (Crocodylus johnstoni).

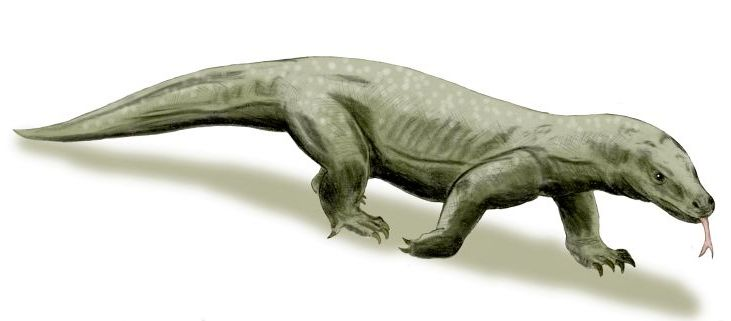
Phục nguyên

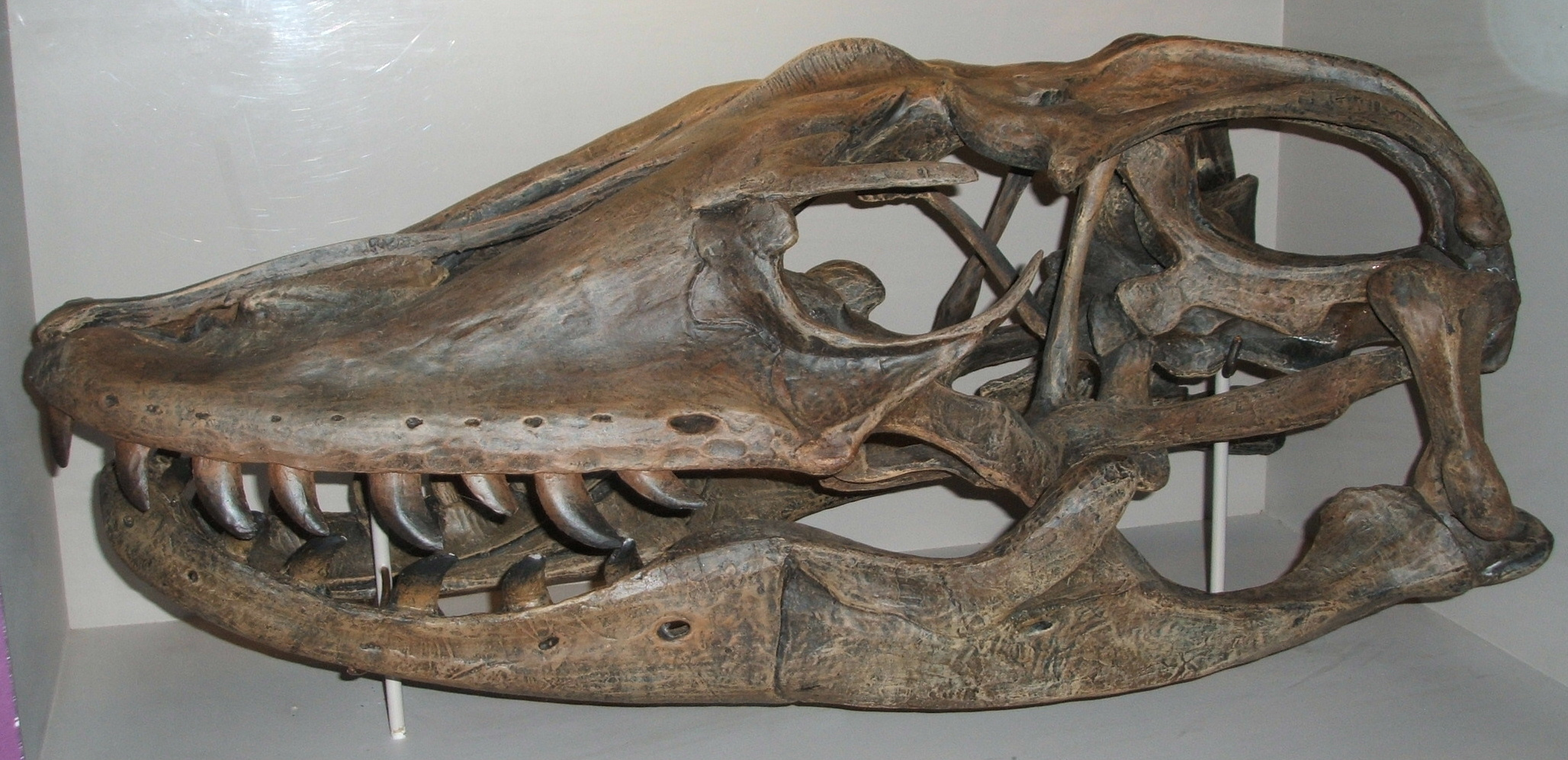
Hộp sọ Megalania, dài khoảng 74 cm, tại Bảo tàng khoa học Boston

Tuy nhiên, Ralph Molnar năm 2004 công bố kích thước của megalania, theo thang tỷ lệ của đốt sống lưng. Nó có một cái đuôi dài hẹp như Varanus varius, nó có thể đạt chiều dài 7,9 mét (26 ft), nếu cân xứng đuôi-thân của chúng giống với rồng Komodo (Varanus komodoensis), thì chiều dài 7 m (23 ft) có lẽ đúng hơn. Với chiều dài tối đa 7 m (23 ft), Molnar ước tính cân nặng 1.940 kg (4.280 lb), với khối lượng trung bình 320 kg (710 lb).